# Przepuklina mózgowa
Przepuklina mózgowa (łac. cranium bifidum, ang. encephalocele) – wada dysraficzna, polegająca na wystąpieniu przepukliny, czyli uwypuklenia się opony miękkiej lub opony miękkiej i części mózgowia poprzez ubytek kości czaszki.
Przepuklina mózgowa w 80% przypadków zlokalizowana jest w okolicy potylicznej (okolica łuski kości potylicznej lub otworu potylicznego wielkiego). Może wystąpić w obrębie każdej kości czaszki (kość czołowa, kość ciemieniowa, kość skroniowa) ale także w obrębie jamy nosowej i oczodołu. W 50% przypadków współistnieje z wodogłowiem.
Leczona jest operacyjne.
Częstość występowania w Polsce to ok. 0,14 na 1000 urodzeń.